# Parlamentswahl in Nordzypern 2022
- CTP: 18
- HP: 3
- DP: 3
- UBP: 24
- YDP: 2

Die Parlamentswahl in Nordzypern 2022 fand am 23. Januar in einem Klima politischer und wirtschaftlicher Unsicherheit statt. Die vorgezogene Wahl wurde nach dem Zusammenbruch der Regierungskoalition im November 2021 angesetzt. Acht Parteien und unabhängige Kandidaten traten an, um die 50 Sitze im Parlament der international nur von der Türkei anerkannten Republik zu besetzen. Die Wahl wurde von wirtschaftlichen Themen dominiert, wobei die hohe Inflation und die Abhängigkeit von der Türkei im Mittelpunkt der Debatten standen.

## Hintergrund
Die Parlamentswahl in Nordzypern 2022 fand vor dem Hintergrund anhaltender politischer und wirtschaftlicher Instabilität statt. Der nördliche Teil Zyperns litt unter den Auswirkungen hoher Inflationsraten in der Türkei, von der die Region wirtschaftlich stark abhängig ist. Die Wahl wurde vorgezogen abgehalten, nachdem im November 2021 die Regierungskoalition nach nur einem Jahr im Amt zerbrochen war. Daraufhin hatte Faiz Sucuoğlu von der Nationalen Einheitspartei (UBP) eine Übergangsregierung mit der Demokratischen Partei (DP) gebildet.
Diese Entwicklungen spiegelten die fragile politische Lage in Nordzypern wider, die eng mit der ungelösten Zypernfrage verknüpft ist. Seit dem Scheitern der letzten Gesprächsrunde zur Wiedervereinigung der Insel herrschte weiterhin Stillstand und Ungewissheit bezüglich einer möglichen Lösung des Konflikts. Die Wahl fand zudem in einem Kontext zunehmender Spannungen zwischen der Türkei und Griechenland sowie der Republik Zypern statt. Der türkische Präsident Recep Tayyip Erdoğan verfolgte eine konfrontativere Außenpolitik gegenüber diesen Ländern, was sich auch auf die innenpolitische Situation in Nordzypern auswirkte. In den Jahren vor der Wahl war eine verstärkte Turkisierung und Islamisierung Nordzyperns zu beobachten, die von Kritikern als Bedrohung für den säkularen Charakter des Landesteils gesehen wurde. Die aggressive Siedlungspolitik der Türkei führte dazu, dass nationalistische türkische Siedler inzwischen fast die Hälfte der Bevölkerung Nordzyperns ausmachten. Diese demografischen Veränderungen beeinflussten auch das politische Kräfteverhältnis in der Region. Die Wahl fand somit in einer Atmosphäre statt, die von wirtschaftlichen Herausforderungen, politischer Instabilität und wachsendem türkischen Einfluss geprägt war.

## Wahlsystem
Das Wahlsystem für die Parlamentswahl basierte auf dem Verhältniswahlrecht mit einer landesweiten Sperrklausel von 5 Prozent. Die 50 Abgeordneten der Versammlung der Republik wurden in allgemeiner, gleicher, geheimer, direkter und freier Wahl für eine Legislaturperiode von fünf Jahren gewählt. Wahlberechtigt waren alle Bürger Nordzyperns ab 18 Jahren, wobei eine gesetzliche Wahlpflicht bestand. Die Wähler konnten ihre Stimmen für Parteilisten abgeben und hatten zusätzlich die Möglichkeit, innerhalb der gewählten Liste einzelne Kandidaten zu bevorzugen. Die Mandate wurden auf die fünf Wahlkreise Lefkoşa, Gazimağusa, Girne, Güzelyurt und İskele verteilt.
Jeder Wähler konnte so viele Stimmen abgeben, wie es Sitze im jeweiligen Wahlkreis zu vergeben gab. Die Sitzverteilung erfolgte nach dem Proporzprinzip, wobei nur Parteien berücksichtigt wurden, die landesweit mindestens 5 Prozent der Stimmen erreichten. Bei Freiwerden eines Sitzes im Parlament, beispielsweise durch den Tod eines Abgeordneten, wurden Zwischenwahlen abgehalten, außer wenn die reguläre Wahl weniger als ein Jahr entfernt war. Das passive Wahlrecht, also das Recht, als Kandidat anzutreten, lag bei 25 Jahren. Die Wahl wurde von der Wahlkommission Nordzyperns organisiert und überwacht. Aufgrund der international nicht anerkannten Staatlichkeit Nordzyperns fand die Wahl ohne internationale Wahlbeobachter statt. Die Auszählung der Stimmen erfolgte öffentlich in den Wahllokalen unmittelbar nach ihrer Schließung.

## Teilnehmende Parteien
An der Parlamentswahl nahmen insgesamt acht Parteien und Parteilose teil. Die nationalkonservative Ulusal Birlik Partisi (UBP) trat als stärkste Kraft an und wurde von Präsident Ersin Tatar und Ministerpräsident Faiz Sucuoğlu geführt. Als zweitstärkste Partei ging die sozialdemokratische Cumhuriyetçi Türk Partisi (CTP) ins Rennen. Die konservative Demokrat Parti (DP) stellte sich ebenfalls zur Wahl. Die zentristische Halkın Partisi (HP) trat an, musste jedoch mit Verlusten rechnen. Die nationalistische Yeni Doğuş Partisi (YDP), die hauptsächlich von türkischen Einwanderern unterstützt wird, kandidierte erneut. Die Mitte-links-Partei Toplumcu Demokrasi Partisi (TDP) stand vor der Herausforderung, die 5-Prozent-Hürde zu überwinden. Die sozialistische Bağımsızlık Yolu (BY) und die Mitte-links-Partei Toplumcu Kurtuluş Partisi Yeni Güçler (TKP-YG) traten ebenfalls an, hatten jedoch geringe Chancen auf einen Einzug ins Parlament.
Bemerkenswert ist, dass die linken Parteien Birleşik Kıbrıs Partisi und Yeni Kıbrıs Partisi die Wahl boykottierten. Die UBP galt als Verfechter einer Zwei-Staaten-Lösung für die geteilte Insel, während die CTP das Ziel der Vereinten Nationen (UN) befürwortete, eine Föderation zweier politisch gleichberechtigter Bundesstaaten zu bilden. Die YDP wurde hauptsächlich von türkischen Immigranten unterstützt. Die Parteienlandschaft spiegelte somit ein breites politisches Spektrum wider, das von nationalistischen über zentristische bis hin zu linken Positionen reichte.

## Wahlkampf und Themen
Der Wahlkampf zur vorgezogenen Parlamentswahl in Nordzypern am 23. Januar 2022 war von wirtschaftlichen Themen dominiert. Die anhaltende Wirtschaftskrise in der Türkei, von der Nordzypern stark abhängig ist, wirkte sich auch auf den Wahlkampf aus. Die hohe Inflation und steigende Lebenshaltungskosten standen im Mittelpunkt der Debatten. Auch die internationale Isolation Nordzyperns und deren wirtschaftliche Folgen waren ein wichtiges Thema. Die regierende Nationale Einheitspartei (UBP) verteidigte ihre bisherige Politik, während die Opposition Alternativen zur wirtschaftlichen Abhängigkeit von der Türkei forderte.
Die Zypernfrage spielte im Wahlkampf eine untergeordnete Rolle, da die meisten Parteien ähnliche Positionen vertraten. Dennoch gab es Diskussionen über mögliche Verhandlungen mit der Republik Zypern und die künftige Ausrichtung in der Zypernpolitik. Die UBP unter Präsident Ersin Tatar vertrat dabei eine härtere Linie als einige Oppositionsparteien. Umwelt- und Klimathemen fanden im Wahlkampf kaum Beachtung. Auch die COVID-19-Pandemie und deren Bewältigung waren kein zentrales Wahlkampfthema mehr. Stattdessen konzentrierten sich die Parteien auf wirtschafts- und sozialpolitische Versprechen zur Verbesserung der Lebenssituation der Bevölkerung.
Die Oppositionsparteien warfen der Regierung Misswirtschaft und Korruption vor. Die UBP betonte hingegen ihre Erfahrung in der Regierungsverantwortung. Insgesamt verlief der Wahlkampf relativ ruhig und ohne größere Kontroversen.
Die Wahlbeteiligung lag mit rund 58 Prozent niedriger als bei früheren Wahlen, was auf eine gewisse Politikverdrossenheit hindeutete. Zwei linke Parteien boykottierten die Wahl aus Protest gegen die politischen Verhältnisse. Der Wahlkampf wurde von einigen Beobachtern als wenig inspirierend und ideenarm kritisiert. Insgesamt spiegelte er die schwierige wirtschaftliche und politische Lage Nordzyperns wider.

## Ergebnis
Die Parlamentswahl brachte folgende Ergebnisse hervor: Die regierende Ulusal Birlik Partisi (UBP) ging als stärkste Kraft aus der Wahl hervor und erreichte 39,5 Prozent der Stimmen, was ihr 24 der 50 Sitze im Parlament einbrachte. Die Cumhuriyetçi Türk Partisi (CTP) erzielte mit 32 Prozent der Stimmen das zweitbeste Ergebnis und gewann 18 Mandate. Die Demokrat Parti (DP) kam auf 7,4 Prozent der Stimmen und erhielt 3 Sitze. Die Halkın Partisi (HP) erreichte 6,7 Prozent und ebenfalls 3 Sitze, musste jedoch im Vergleich zur vorherigen Wahl einen Verlust von 6 Sitzen hinnehmen. Die Yeni Doğuş Partisi (YDP) erlangte 6,4 Prozent der Stimmen und zog mit 2 Abgeordneten ins Parlament ein. Die Toplumcu Demokrasi Partisi (TDP) scheiterte mit 4,4 Prozent der Stimmen an der 5-Prozent-Hürde und verlor ihre zuvor gehaltenen 3 Sitze. Die Partei Bağımsızlık Yolu (BY) erhielt 2,0 Prozent der Stimmen, während die Toplumcu Kurtuluş Partisi Yeni Güçler (TKP-YG) 1,5 Prozent erreichte; beide Parteien konnten keine Sitze gewinnen. Die Wahlbeteiligung lag bei 57,6 Prozent. Im Vergleich zur vorherigen Wahl konnte die UBP 3 Sitze hinzugewinnen, während die CTP einen Zuwachs von 6 Sitzen verzeichnete. Die DP behielt ihre 3 Sitze, wohingegen die HP 6 Sitze verlor. Die YDP konnte ihre 2 Sitze halten. Insgesamt zogen fünf Parteien ins Parlament ein.
| Ulusal Birlik Partisi (UBP, nationalkonservativ)            | 1.971.400 | 39,5 | 24 | +3 |
| Cumhuriyetçi Türk Partisi (CTP, sozialdemokratisch)         | 1.597.137 | 32,0 | 18 | +6 |
| Demokrat Parti (DP, konservativ)                            | 369.239   | 7,4  | 3  | ±0 |
| Halkın Partisi (HP, zentristisch)                           | 333.090   | 6,7  | 3  | –6 |
| Yeni Doğuş Partisi (YDP, nationalistisch)                   | 318.763   | 6,4  | 2  | ±0 |
| Toplumcu Demokrasi Partisi (TDP, Mitte-links)               | 220.610   | 4,4  | 0  | –3 |
| Bağımsızlık Yolu (BY, sozialistisch)                        | 97.575    | 2,0  | 0  | ±0 |
| Toplumcu Kurtuluş Partisi Yeni Güçler (TKP-YG, Mitte-links) | 76.902    | 1,5  | 0  | ±0 |
| Parteilose                                                  | 827       | 0,0  | 0  | ±0 |
| insgesamt                                                   | 4.985.543 | 100  | 50 | ±0 |
| Wahlberechtigte/Wahlbeteiligung                             | 203.792   | 57,6 | –  | –  |
| Quelle: BRTK                                                |           |      |    |    |

## Regierungsbildung
Nach der Parlamentswahl in Nordzypern 2022 begann der Prozess der Regierungsbildung. Die Ulusal Birlik Partisi (UBP) unter Führung von Faiz Sucuoğlu ging als stärkste Kraft aus der Wahl hervor, verfehlte jedoch die absolute Mehrheit. Sucuoğlu wurde am 3. Februar 2022 von Präsident Ersin Tatar mit der Bildung einer neuen Regierung beauftragt. Nach Sondierungsgesprächen mit verschiedenen Parteien kündigte Sucuoğlu am 8. Februar die Bildung einer Koalitionsregierung an. Die UBP schloss sich mit der Demokrat Parti (DP) und der Yeni Doğuş Partisi (YDP) zu einem Dreierbündnis zusammen.
Am 21. Februar 2022 wurde die neue Regierung offiziell vereidigt, mit Sucuoğlu als Ministerpräsident an der Spitze. Das Kabinett bestand aus insgesamt 11 Ministern, wobei die UBP acht Ministerposten erhielt, während DP und YDP jeweils einen Minister stellten. Die Koalition verfügte über eine komfortable Mehrheit von 29 der 50 Sitze im Parlament.
In den Koalitionsverhandlungen einigten sich die Parteien auf ein gemeinsames Regierungsprogramm, das unter anderem wirtschaftliche Reformen und eine engere Zusammenarbeit mit der Türkei vorsah. Die Opposition kritisierte die Regierungsbildung und warf der Koalition vor, die Interessen der türkisch-zyprischen Bevölkerung nicht ausreichend zu vertreten. Trotz anfänglicher Unstimmigkeiten zwischen den Koalitionspartnern gelang es der neuen Regierung, ihre Arbeit aufzunehmen und erste politische Initiativen zu starten. Die internationale Gemeinschaft reagierte zurückhaltend auf die Regierungsbildung, da die Türkische Republik Nordzypern nur von der Türkei anerkannt wird. Die neue Regierung bekräftigte ihre Unterstützung für eine Zwei-Staaten-Lösung im Zypernkonflikt und kündigte an, die Beziehungen zur Türkei weiter zu vertiefen.

## Reaktionen und Auswirkungen
Die Parlamentswahl 2022 löste vielfältige Reaktionen aus und hatte weitreichende Auswirkungen auf die politische Landschaft der international nicht anerkannten Republik. Internationale Beobachter bewerteten die Wahl als weitgehend frei und fair, obwohl einige Bedenken hinsichtlich des Einflusses der Türkei geäußert wurden. Die Europäische Union (EU) nahm das Wahlergebnis zur Kenntnis, betonte jedoch erneut, dass sie nur die Republik Zypern als legitimen Vertreter der gesamten Insel anerkennt.
In der Türkei wurde der Wahlausgang positiv aufgenommen, da die nationalkonservative Ulusal Birlik Partisi (UBP) als stärkste Kraft aus der Wahl hervorging. Die griechisch-zypriotische Regierung im Süden der Insel äußerte sich besorgt über den Erfolg der UBP und befürchtete eine weitere Verhärtung der Positionen in der Zypernfrage. In der türkisch-zypriotischen Bevölkerung selbst war die Reaktion gemischt, mit Hoffnungen auf wirtschaftliche Verbesserungen einerseits und Befürchtungen vor zunehmender Abhängigkeit von der Türkei andererseits. Die Wahlbeteiligung von 57,6 Prozent wurde als relativ niedrig eingestuft und als Zeichen politischer Verdrossenheit interpretiert.
Wirtschaftsexperten sahen in dem Wahlergebnis ein mögliches Hindernis für dringend benötigte Reformen zur Bekämpfung der hohen Inflation und Arbeitslosigkeit. Die Opposition kritisierte den Einfluss türkischer Medien und Politiker auf den Wahlkampf als unangemessene Einmischung. Menschenrechtsorganisationen äußerten Bedenken hinsichtlich der Rechte von Minderheiten und der Pressefreiheit unter einer möglichen UBP-geführten Regierung. In der türkisch-zypriotischen Geschäftswelt wurde die Hoffnung geäußert, dass die neue Regierung die wirtschaftlichen Beziehungen zum Süden der Insel und zur EU verbessern könnte.
Einige Beobachter sahen in dem Wahlergebnis eine Bestätigung des Status quo und eine Absage an Bestrebungen zur Wiedervereinigung der Insel. Die Reaktionen in den sozialen Medien spiegelten die gespaltene Gesellschaft wider, mit hitzigen Debatten über die Zukunft Nordzyperns. Vertreter der Zivilgesellschaft riefen nach der Wahl zu verstärktem Dialog zwischen den verschiedenen politischen Lagern auf, um die gesellschaftliche Spaltung zu überwinden.

## Herausforderungen
Nach der Parlamentswahl 2022 sah sich die neue Regierung mit einer Reihe von Herausforderungen konfrontiert. Die anhaltende wirtschaftliche Instabilität, verstärkt durch hohe Inflationsraten in der Türkei, stellte eine der dringlichsten Aufgaben dar. Der Abwanderung junger, gut ausgebildeter Nordzyprer musste ebenfalls entgegengewirkt werden, um den Brain Drain zu stoppen und die Zukunftsfähigkeit des Landes zu sichern. Die zunehmende Islamisierung und der wachsende Einfluss der Türkei auf die eigentlich säkulare Gesellschaft Nordzyperns erforderten eine sensible Herangehensweise der neuen Regierung. Der Umgang mit dem florierenden Glücksspiel- und Prostitutionssektor stellte eine weitere Herausforderung dar, insbesondere angesichts der begrenzten Möglichkeiten internationaler Strafverfolgung in dem nicht anerkannten Staat. Die Integration der wachsenden Zahl türkischer Siedler, die inzwischen fast die Hälfte der Bevölkerung ausmachen, blieb eine komplexe Aufgabe. Die neue Regierung musste zudem eine Balance finden zwischen den Interessen Ankaras und dem Wunsch nach mehr Autonomie in der nordzyprischen Bevölkerung. Die Bewältigung der Folgen der COVID-19-Pandemie, insbesondere im Tourismussektor, einer wichtigen Einnahmequelle Nordzyperns, erforderte gezielte Maßnahmen. Die Verbesserung der Infrastruktur und die Modernisierung der Wirtschaft stellten weitere Herausforderungen dar, um die Wettbewerbsfähigkeit zu steigern. Der Umgang mit den begrenzten natürlichen Ressourcen, insbesondere Wasser, blieb ein drängendes Problem. Die neue Regierung sah sich auch mit der Aufgabe konfrontiert, die internationale Isolation Nordzyperns zu überwinden und gleichzeitig die komplexen Beziehungen zur Republik Zypern zu navigieren.